# مكرد (يافع)

تعديل مصدري - تعديل

مكرد هي إحدى قرى عزلة لبعوس بمديرية يافع التابعة لمحافظة لحج، بلغ تعداد سكانها 145 نسمة حسب تعداد اليمن لعام 2004.